# Materiais ablativos

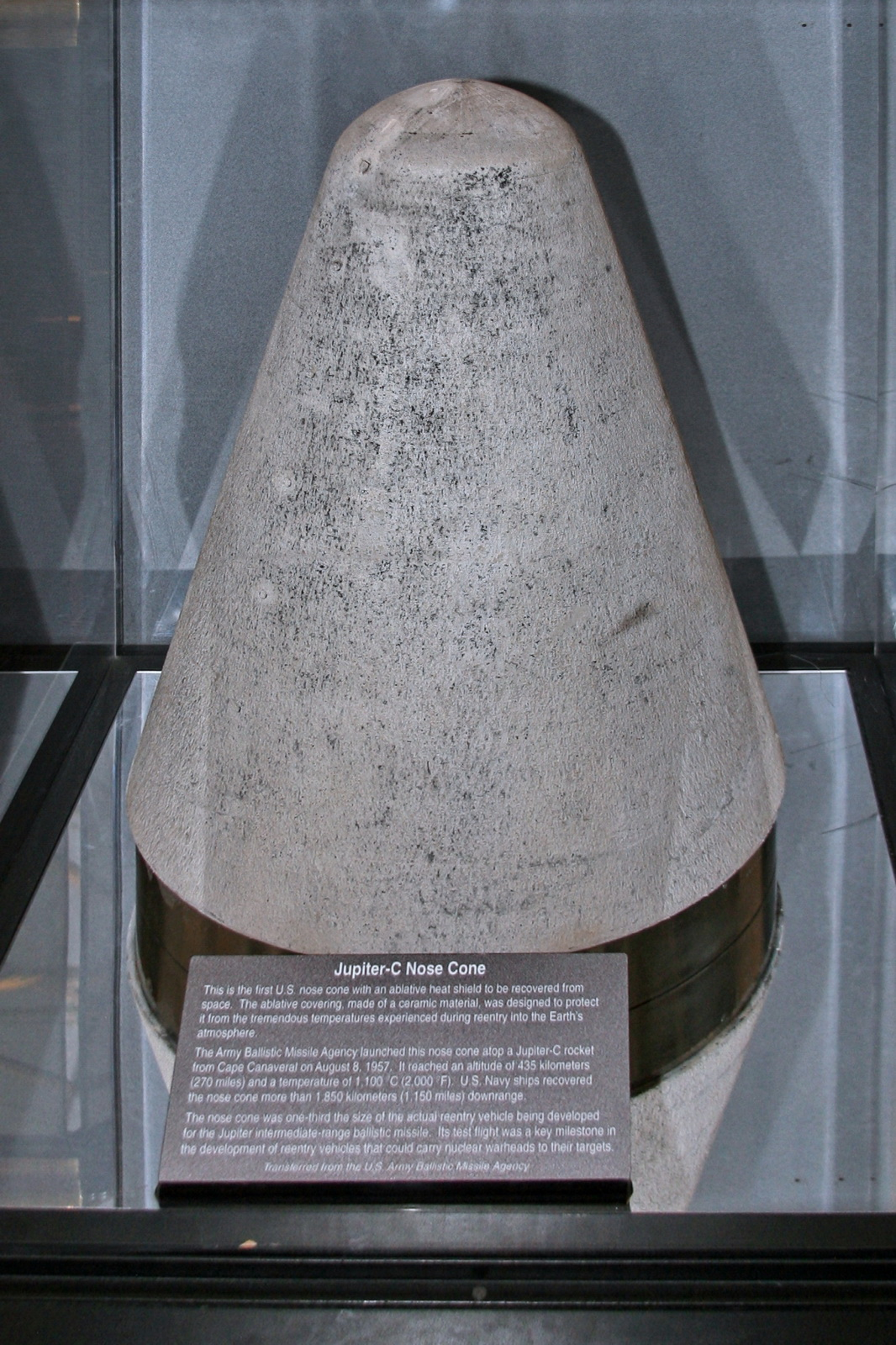
Fotografia do primeiro sistema com material ablativo para recuperar a cabeça de um míssil lançado na atmosfera.

Materiais Ablativos é a designação atribuída aos materiais utilizados na proteção térmica de veículos espacias ou armas de defesa como misseis intercontinentais. Como veículos de reentrada atmosférica estão são expostos a altas temperaturas devido ao atrito com a atmosfera, é necessário utilizar materiais capazes de proteger os sistemas internos da capsula, onde a temperatura deve ser mantida a níveis toleráveis aos seres humanos e sistemas eletrônicos. 

## História

### A Necessidade de Proteção Térmica para veículos de Reentrada
Os materiais ablativos foram desenvolvidos durante a corrida espacial, aquecida pela guerra fria. No entanto, só foi possível desenvolver esse tipo de material com a evolução dos materiais compósitos, os quais resistem a altas temperaturas e são leves, ideais para aplicações aeroespaciais. 
Como a atmosfera opões-se ao movimento de reentrada do veículo espacial, devido a alta velocidade a força de fricção gera calor fazendo com que a superfícies cheguem a temperaturas próximas a 3000 K. 

### Principais Pesquisadores
Os principais pesquisadores desses materiais são as agencias governamentais de exploração espacial, como a NASA, ESA, e Agencia Espacial Russa. Entretanto, nos últimos anos, companhias como a SpaceX e outras empresas privadas vem desenvolvendo pesquisas para criar materiais de proteção térmica eficientes e que resistam a altas temperaturas. 

## Tipos de Materiais Ablativos
| NOME            | Caracteristicas | Mais informações                                                             |
| --------------- | --- | ---------------------------------------------------------------------------- |
| CARBOM PHENOLIC | - Resina fenólica com fibra de carbono. Um dos materiais ablativos mais usados. | https://www.sciencedirect.com/science/article/pii/S1359835X10001776          |
| DC-325          | - Um elastômero de silicone que é usado para preencher um favo de mel de fibra de vidro. Foi usado nas cápsulas de ‘Gemini’ | http://www.spaceaholic.com/index.php/Detail/Object/Show/object_id/90         |
| AVCOAT 5026     | - Uma resina epóxi novolac com aditivos especiais em uma matriz de favo de mel de fibra de vidro. Ele foi usado nas missões Apollo e agora é a base do material de proteção térmica para a nave Orion | https://ntrs.nasa.gov/archive/nasa/casi.ntrs.nasa.gov/19690013568.pdf        |
| SLA-561 V       | - Um compósito que contém micro-balões de vidro e fenólicos, fibras de vidro e cortiça cortada, com um aglutinante de resina de silicone em um favo de mel flexível fenólico de fibra de vidro. Ele foi usado em todas as missões de entrada da NASA para Marte: Mars Viking, Mars Pathfinder e Mars Exploration Rover (MER). | https://ntrs.nasa.gov/archive/nasa/casi.ntrs.nasa.gov/19690013568.pdf        |
| FM 5055         | - É um material ablativo muito eficaz, mas com alta densidade e, portanto, baixa capacidade de isolamento. Foi usado na Pioneer Venus, uma missão com altos fluxos de calor, altas pressões e uma carga de calor total relativamente modesta, e também na missão Galileo a Júpiter.                                           | https://apps.dtic.mil/dtic/tr/fulltext/u2/675179.pdf                         |
| PICA            | - Foi o principal material de proteção térmica usado para a cápsula de retorno de amostra Stardust. | https://ntrs.nasa.gov/archive/nasa/casi.ntrs.nasa.gov/19970017002.pdf        |
| SIRCA           | - Ele foi usado na Placa de Interface Backshell (BIP) dos aeroshells do Mars Pathfinder e do Mars Exploration Rover (MER). | https://ntrs.nasa.gov/archive/nasa/casi.ntrs.nasa.gov/20120016878.pdf        |
| Norcoat-Liege   | - Feito de partículas de cortiça prensadas a quente e resina fenólica. É um isolante muito bom. Usado em Ariane 4 e 5, Beagle 2 e ARD (Demonstrador de Reentrada Atmosférica). | https://uknowledge.uky.edu/cgi/viewcontent.cgi?article=1031&context=ablation |

## Aplicações
As principais aplicações dos materiais ablativos encontram-se no campo da exploração espacial, dadas as necessidades de absorver e dissipar calor em uma reentrada atmosférica.
Como a geração de calor devido ao atrito com a atmosfera é muito alta, é necessário a utilização de materiais com alta condutibilidade térmica para  impedir o superaquecimento dos sistemas de controle e abrigo da cápsula de reentrada. 
Como o material retém muito calor, devido a baixa condutibilidade, quando ele atinge a temperatura de evaporação ele carrega muita energia junto com a perda de massa, dissipando assim muito calor. 

## Curiosidades

Sonda Cassini huygens

### Sonda Huygens
Cassini-Huygens é uma missão conjunta entre a  NASA / ESA / ASI, lançada em 15 de outubro de 1997. Após sete anos de jornada interplanetária, chegou a Saturno em 1 de julho de 2004. Esta  sonda pesava cerca de 320 kg e consistia em um módulo de descida coberto com uma “casca dura” para proteger das temperaturas extremas experimentadas durante a descida pela atmosfera. O anteparo pesava cerca de 88 kg e foi feito de uma estrutura tipo sanduíche, consistindo de um favo de mel de alumínio com películas de plástico reforçado com fibra de carbono (CFRP), e de dois diferentes materiais de proteção térmica ablativos em cada face, sendo eles o AQ60/I usado na face frontal, que compreende um feltro feito de fibras curtas de sílica reforçadas com resina fenólica; e O Prosial, usado na face posterior, sendo este  um elastômero de silicone com excelentes propriedades térmicas contendo esferas ocas de sílica para diminuir sua densidade, sendo sua aplicação da modalidade de pulverização na superfície.